# Jan Schäfer (Kanute)
Jan Schäfer (* 18. Oktober 1974 in Dresden) ist ein deutscher Kanute.
Schäfer wurde bei den Olympischen Spielen in Sydney 2000 Silbermedaillengewinner im Vierer-Kajak über 1000 m mit Mark Zabel, Björn Bach und Stefan Ulm. Bei den Olympischen Spielen in Athen 2004 belegte er zusammen mit Marco Herszel Rang 6 im Zweier-Kajak über 1000 m und beendete anschließend seine Karriere. 
An den Olympischen Spielen in Atlanta 1996 hatte Schäfer als Ersatzfahrer teilgenommen, sich anschließend aber wiederholt für das Nationalteam qualifiziert. Bei der WM 1999 holte er zusammen mit Olaf Winter die Bronzemedaille im Zweier-Kajak über 1000 m. 
Bei der EM 2000 in Posen gewann er zwei Goldmedaillen im Vierer-Kajak.
Schäfer erzielte seine Erfolge im Kanurennsport für die KG Essen. Zuvor startete er für die TG Würzburg-Heidingsfeld und KS Kassel.